# Choqā Gol
Choqā Gol (persiska: چقاگل) är en ort i Iran.   Den ligger i provinsen Kermanshah, i den västra delen av landet, 500 km väster om huvudstaden Teheran. Choqā Gol ligger 1 325 meter över havet och antalet invånare är 494.
Terrängen runt Choqā Gol är varierad.Runt Choqā Gol är det ganska tätbefolkat, med 60 invånare per kvadratkilometer. Närmaste större samhälle är Eslāmābād-e Gharb, 7,3 km nordväst om Choqā Gol. Omgivningarna runt Choqā Gol är i huvudsak ett öppet busklandskap.